# ドン・オーバードーファー
ドナルド（ドン）・オーバードーファー（Donald Oberdorfer、1931年 - 2015年7月23日）は、アメリカ合衆国のジャーナリスト、ジョンズ・ホプキンス大学高等国際問題研究大学院（SAIS）付属米韓研究所理事長。

## 略歴・人物
ジョージア州アトランタ出身。1948年ドルイドヒル高校（en:Druid Hills High School）、1952年プリンストン大学をそれぞれ卒業。朝鮮戦争の休戦後、1953年から54年まで陸軍少尉として在韓米軍に勤務する。
帰国後の1955年よりノースカロライナの地方紙『シャーロット・オブザーバー（en:The Charlotte Observer）』の記者となり、1958年から同紙ワシントン担当。その後『サタデー・イブニング・ポスト（en:The Saturday Evening Post』編集（1961-68年）、ナイト・リダー（en:Knight Ridder）グループ記者（ベトナム戦争担当、1965-68年）を経て、1969年より『ワシントン・ポスト』に入社する。『ワシントン･ポスト』ではワシントン担当を務めた後、1972年から東京特派員として北東アジア情勢を取材。1975年より同紙の外交専門記者に就任し、1993年の退社まで勤めた。
外交ジャーナリストとしての活躍は高く評価されており、外交問題に関する優れた報道に与えられるEdwin M. Hood賞（米ナショナル・プレス・クラブ主催）を1981年、1988年に、同じく外交問題に関する優れた報道に与えられるEdmand Weintal賞（ジョージタウン大学主催）を1982年と1993年に受賞し、プリンストン大学客員教授も務めた。日本では中曽根康弘の「不沈空母」発言報道でも知られる。1998年、『二つのコリア』で第10回アジア・太平洋賞を受賞。
現在はジョンズ・ホプキンス大学高等国際問題研究大学院（SAIS）所属のジャーナリスト（Journalist in Residence）として、調査研究のかたわら、学生の指導にあたっている。また冷戦後期の米ソ関係を扱った著書The Turn執筆に用いられた自らのインタビュー記録などをプリンストン大学に寄贈しており、この記録が同大学シーリー・G・マッド図書館で閲覧ができる。

## 著書

### 単著
- Tet! (Doubleday, 1971).
  - 鈴木主税訳『テト攻勢』（草思社, 1973年）
- The Turn: from the Cold War to a New Era: the United States and the Soviet Union, 1983-1990, (Poseidon Press, 1991, updated ed., Johns Hopkins University Press, 1998).
- Princeton University: the First 250 Years, (Princeton University Press, 1995).
- The Two Koreas: a Contemporary History, (Basic Books, 1997, New ed., 2001).
  - 菱木一美訳『二つのコリア――国際政治の中の朝鮮半島』（共同通信社, 1998年、改訂版2002年、第三版2015年）
- Senator Mansfield: the Extraordinary Life of a Great American Statesman and Diplomat, (Smithsonian Books, 2003).
  - 菱木一美・長賀一哉訳『マイク・マンスフィールド――米国の良心を守った政治家の生涯』（共同通信社, 2005年）

### 共著
- （小島明）『21世紀の日米関係――経済・外交・安保の新たな座標軸』（日本経済新聞社, 1998年）